# Finlands studentkårers förbund
Finlands studentkårers förbund (FSF; finska: Suomen ylioppilaskuntien liitto, SYL) är intresseföreningen för studenter vid universitet och högskolor i Finland. Alla studentkårerna är medlemmar. Yrkeshögskolestuderandena har sin egen intresseförening: Finlands studerandekårers förbund (SAMOK).